# گیلاس ناپلئونی

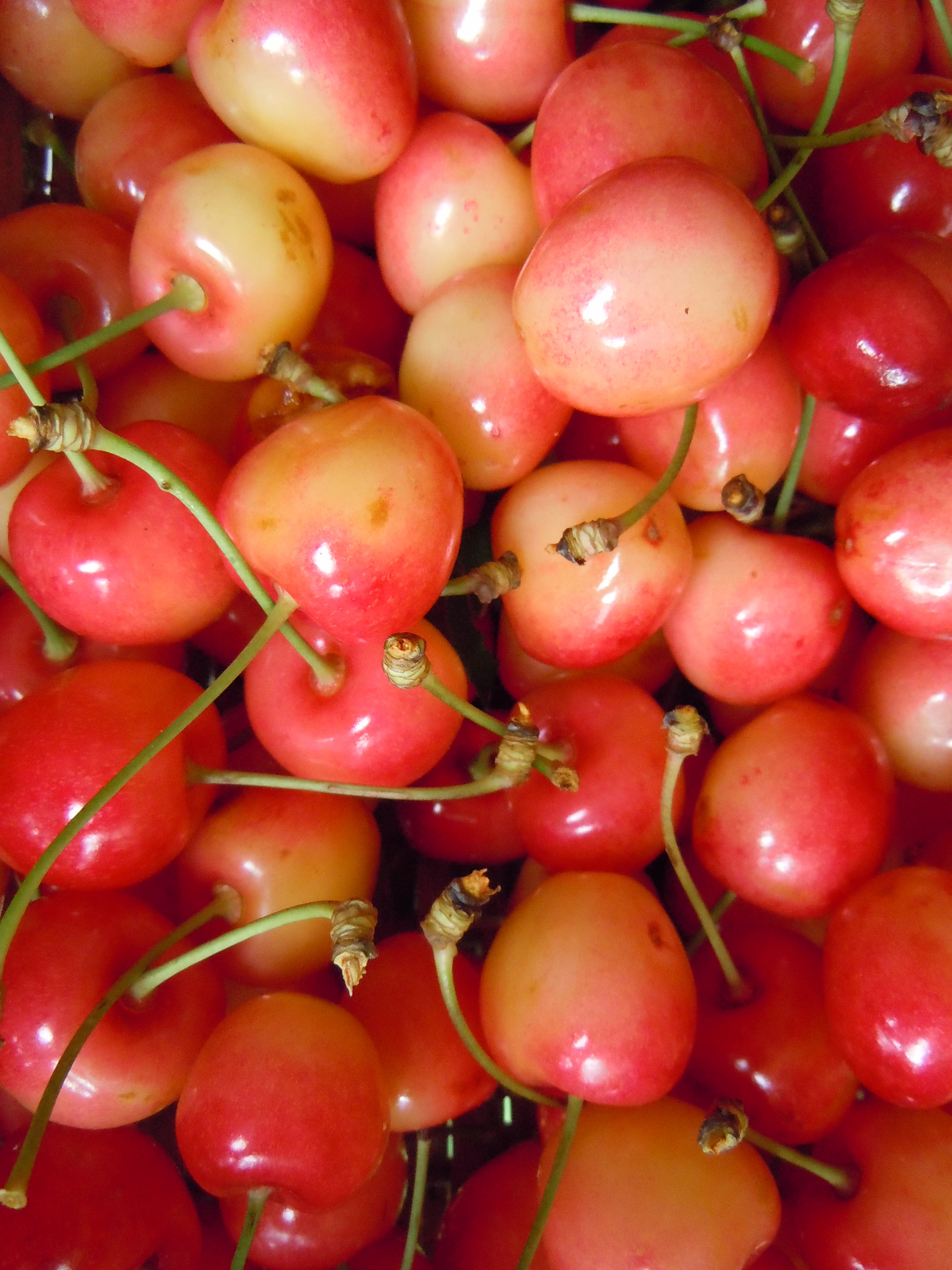
گیلاس ناپلئونی

گیلاس ناپلئونی یا گیلاس رویال آن یا گیلاس ملکه آن (به انگلیسی: Napoleon cherry) یکی از جوره‌های گیلاس شیرین یا پرونوس آویوم است. این نوع گیلاس بیشتر برای استفاده در انواع پای، کنسرو و عرق گیلاس استفاده می‌شود.